# Wagon elektryczny
Wagon elektryczny – wagon silnikowy o napędzie elektrycznym, pobierający prąd z przewodu jezdnego, szyny zasilającej lub z zabudowanych akumulatorów (wagon akumulatorowy), przeznaczony do ruchu kolejowego. Podobnie jak wagony silnikowe pozostałych trakcji, pasażerskie wagony elektryczne przeznaczone są do obsługi połączeń o niskiej i umiarkowanej frekwencji podróżnych, gdzie zatrudnienie wielowagonowego pociągu z lokomotywą lub zespołu trakcyjnego jest nieracjonalne. Wagony takie stosuje się najczęściej na zelektryfikowanych kolejach lokalnych.
Pierwsze konstrukcje wagonów elektrycznych pojawiły się wkrótce po wynalezieniu napędu elektrycznego. Już w roku 1903 w Prusach wagon elektryczny Siemensa ustanowił rekord prędkości pojazdów szynowych rozwijając 203 km/h. Po zelektryfikowaniu w drugiej dekadzie XX wieku Śląskiej Kolei Górskiej wagony elektryczne były szeroko stosowane na Dolnym Śląsku do 1945 roku, gdy wojska radzieckie zdemontowały wyposażenie śląskiej sieci kolei elektrycznych, zagarniając urządzenia i tabor kolejowy. Później przedwojenne wagony elektryczne stosowano przez pewien czas w Polsce na WKD i śląskiej kolei lokalnej Walim-Jugowice.
Na kolejach szwajcarskich powszechnie stosuje się bagażowe wagony elektryczne o dużej mocy zestawiane w pociągi z kilkoma wagonami doczepnymi.